# Фань Ли
Фань Ли (кит. трад. 范蠡, пиньинь Fàn Lǐ) — советник в правительстве государства Юэ в Период Весны и Осени в истории Древнего Китая.
Вместе со своим ваном Гоуцзянем провёл три года в качестве пленника в царстве У после поражения в войне между этими государствами.
После возвращения Гоуцзяня из плена участвовал в проведении реформ, позволивших Юэ одержать реванш в противостоянии с У.
После победы сменил имя на Тао Чжугун (кит. 陶朱公, пиньинь Táo Zhūgōng), занялся собственным делом, в котором достиг определённых успехов, превратившись в состоятельного человека.

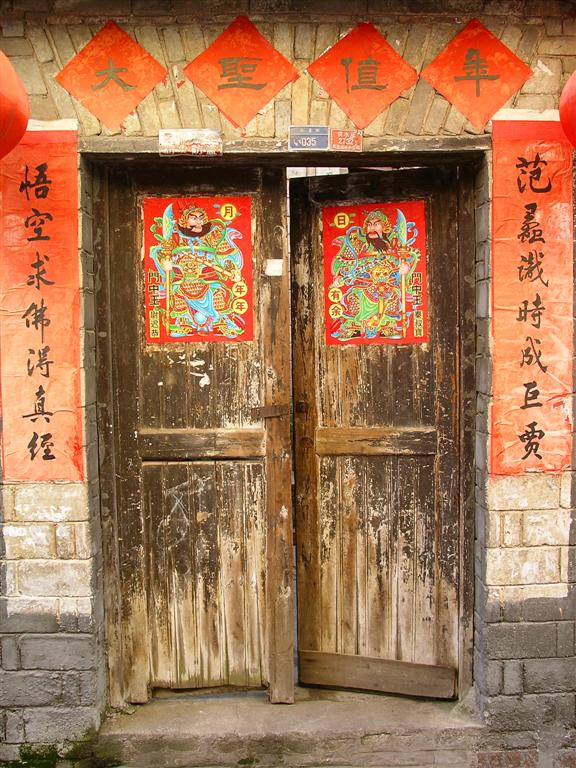
Парные надписи в Фэнхуане (правая сверху вниз, затем левая сверху вниз): «Фань Ли знал положение дел и стал богачом, Сунь Укун стремился к Будде получить священные книги»

По легенде (согласно Юэ Цзюэшу в авторстве Юань Кана), после падения У, Фань Ли ушёл в отставку с министерского поста и вместе с легендарной красавицей Си Ши отплыл на рыбацкой лодке в туман пустынного озера Тай Хэ, после чего их никто никогда больше не видел.